# Sandrine Piau
Sandrine Piau (* 5. Juni 1965 in Issy-les-Moulineaux) ist eine französische Opernsängerin (Sopran).

## Leben
Sandrine Piau studierte Harfe und Gesang am Pariser Konservatorium und schloss ihr Studium in Versailles ab. Sie wurde zunächst als Sängerin im Bereich der historischen Aufführungspraxis bekannt.
Ihr Repertoire besteht jedoch heute aus der Musik unterschiedlicher Epochen. So singt sie Werke von Johann Sebastian Bach, Claude Debussy, Wolfgang Amadeus Mozart, Christoph Willibald Gluck, Carl Maria von Weber und Benjamin Britten und anderen. Sie arbeitet überwiegend als Opern- und Konzertsängerin auf großen Bühnen. Sie hatte in den vergangenen Jahren Auftritte in London, Bologna, Bordeaux und bei den Festivals von Salzburg, Montreux, Aix-en-Provence, Drottningholm und Dresden. Als Sopranistin arbeitet sie auch mit den Berliner Philharmonikern zusammen.
Dirigenten, die mit ihr arbeiten, sind u. a. William Christie, Philippe Herreweghe, Frans Brüggen, Paul McCreesh, René Jacobs, Marc Minkowski, Kurt Masur und Jean-Christophe Spinosi. Sie veröffentlichte einige CDs mit Liedern von Debussy und Arien Mozarts. Als Spezialistin für Barockmusik hat sie sich einen hervorragenden Ruf ersungen, in Zusammenarbeit mit Christophe Rousset, Maurice Steger, Diego Fasolis und dem Freiburger Barockorchester.

## Diskografie
- Les Indes galantes, von Jean-Philippe Rameau. Leitung: William Christie. (1992) Harmonia Mundi.
- Castor et Pollux, von Rameau. Leitung: William Christie. (1993), Harmonia Mundi.
- Messiah, von Georg Friedrich Händel. Leitung: William Christie. (1994) Harmonia Mundi.
- Les Fêtes de Paphos, von Mondonville. Leitung: Christophe Rousset. (1997) Polygram
- King Arthur, von Henry Purcell. Leitung: William Christie. (1995) Erato.
- Rodrigo, von Händel. Leitung: Alan Curtis. (1999) EMI.
- Motets, von François Couperin. Leitung: Christophe Rousset. (1999) EMI.
- Serse, von Händel. Leitung: William Christie. (2004) Virgin Classics.
- Aci, Galatea e Polifemo, von Händel. Leitung: Emmanuelle Haim. (2004) Virgin Classics.
- J. S. Bach: Kantaten, Vol. 15-22. Leitung: Ton Koopman. (2005) Challenge Classics.
- Les Illuminations, von Benjamin Britten. Leitung: Thomas Zehetmair. (2009) NMC.

Recitals
- Mozart: Opera Arias von Mozart. Leitung: Gottfried von der Goltz. (2002) Astrée.
- Sandrine Piau - Händel Opera Seria von Händel. Leitung: Christophe Rousset. (2005) Naïve.
- Vivaldi Edition: Arie d’Opera von Antonio Vivaldi. Leitung: Federico Sardelli. (2005) Naïve.
- Évocation. Songs von Chausson, Strauss, Debussy, Zemlinsky, Koechlin. Mit Susan Manoff, Klavier. (2007) Naïve.

Andere
- Mitridate, re di Ponto, von Mozart. Leitung: Christophe Rousset. (1999) Decca.
- Mélodies, von Claude Debussy. (2003) Naïve.
- La Grande-Duchesse de Gérolstein, von Jacques Offenbach. Leitung: Marc Minkowski. (2005) Virgin Classics.
- Sieben Letzte Worte, von Joseph Haydn. Leitung: Laurence Equilbey. (2006) Naïve.

## Auszeichnungen
- 2006: Chevalier de l’Ordre des Arts et des Lettres.